# Assiginack
Assiginack es un municipio canadiense situado en la provincia de Ontario.

## Superficie
Assiginack tiene una superficie de 224,89 km².

## Demografía
En 2021, tenía 1008 habitantes, una densidad poblacional de 4,5 hab./km², y 710 viviendas.